# Vlade Divac
Vlade Divac (serbi: Владе Дивац)  (Prijepolje, 3 de febrer de 1968) , és un exjugador de l'NBA que va jugar en la posició de pivot i que va ser reconegut per la seva gran habilitat per a fer passades.

## Biografia

##### Carrera basquetbolística
Divac va començar a jugar per al Sloga de Sarajevo, el 1986 va formar part del Partizan de Belgrad.
Després de jugar 3 anys a Europa, va passar a l'NBA en ser triat en la 26a posició en el draft de 1989 per Los Angeles Lakers, el mateix any que fou guardonat amb el premi Mr. Europa. Divac va tenir la distinció de ser un dels primers europeus a causar impacte en la lliga. El 1996 va ser traspassat als Charlotte Hornets a canvi dels drets de Kobe Bryant. Després de jugar dos anys pels Hornets, el seu contracte va expirar i va ser contractat pels Sacramento Kings, que serien el seu equip des de 1998 fins al 2004. Durant aquest temps va ser company d'equip amb el seu compatriota Peja Stojakovic. Després de la temporada 2003-04, i que el seu contracte amb els Kings expirés, Divac va ser contractat novament pels Lakers en un intent de reestablèixer l'aura de competitivitat de l'equip angelenc, després que aquest perdés les finals de l'NBA la temporada anterior, la majoria dels jugadors principals van ser canviats o deixats anar a altres equips, com Shaquille O'Neal; Divac era el més indicat per a omplir el buit que havia deixat O'Neal, però les seves lesions a l'esquena van dificultar que pogués assolir-ho. El 14 de juliol del 2005 Divac va anunciar la seva retirada, acabant amb la seva carrera de 16 anys a la lliga americana.

## Vida després del bàsquet
Vlade és un reconegut filantrop que dirigeix la seva pròpia organització de caritat anomenada Grup Set. Ell i la seva esposa tenen quatre fills, dos dels quals són orfes de guerra de Bòsnia i Kosovo. Actualment Divac treballa com un scout dels Lakers i està establert a Madrid. Divac també intentà convertir-se en el president del club Partizan de Belgrad, i comprar l'empresa embotelladora sèrbia Knjaz Milo.

## Cap d'operacions basquetbolístiques del Real Madrid
Al juny del 2006 Divac va contactar amb Ramón Calderón com a part de la seva campanya per ser president del poliesportiu Reial Madrid. Tres mesos després que Calderón arribés a la presidència, Divac va prendre possessió d'un càrrec simbòlic.